# Linda Garcia (ambientalista)
Linda García (Wilmington, Delaware; 1969) es una activista medioambiental estadounidense que habita en Vancouver, Washington. En 2013, se enteró de los planes de una terminal petrolera de Tesoro Savage en el puerto de Vancouver, diseñada para ser la más grande de Estados Unidos. Después de examinar los registros de la empresa, lideró una campaña contra el proyecto, logrando reunir la oposición pública. En enero de 2018, el gobernador Jay Inslee denegó los permisos necesarios, poniendo fin al proyecto.  En reconocimiento a sus esfuerzos, en abril de 2019 Garcia fue una de los seis ecologistas que recibieron el Premio Mediombiental Goldman.

## Primeros años
En 1969, García nació en Wilmington, Delaware. Cuando era niña, García sufría los olores de las plantas químicas de la zona.

## Carrera profesional
En abril de 2013, García tuvo conocimiento de los planes de desarrollo de la terminal petrolera Tesoro Savage, no muy lejos de su casa en Fruit Valley, Vancouver, se preocupó de que la contaminación resultante pudiera ser perjudicial para la salud de la hipoplasia pulmonar de su hijo y el asma crónico de su hija.
Como líder de la Asociación de Vecinos de Fruit Valley, García investigó los antecedentes de Tesoro Corporation, la empresa líder en el proyecto. Descubrió que debía $ 10 millones en multas por contaminación del aire y 720 000 dólares por infracciones de seguridad. Consiguió el apoyo de los sindicatos y las asociaciones empresariales de la zona que también estaban preocupados por los posibles peligros para la salud. Se convirtió en su portavoz, expresando sus preocupaciones en reuniones y haciendo campaña contra el proyecto.
García logró alentar al Ayuntamiento de Vancouver a presentar una apelación contra la propuesta al Consejo de Evaluación de Instalaciones Energéticas del Estado de Washington (EFSEC). A pesar de su grave enfermedad, asistió a todas sus reuniones de 2014 a 2017, representando los intereses de los residentes de Fruit Valley. En noviembre de 2017, gracias a su participación, el EFSEC recomendó por unanimidad que el Estado rechazara otorgar un permiso para la terminal petrolera, alegando riesgos para «la vida, la seguridad, la propiedad y el medioambiente». En enero de 2018, el gobernador Inslee dio seguimiento a la votación y negó los permisos para el proyecto. Como resultado, Tesoro Savage y el puerto rescindieron el contrato de arrendamiento de la compañía, cancelando efectivamente todos los planes futuros para la terminal.
En abril de 2019, García fue galardonada con el Premio Medioambiental Goldman por impedir el desarrollo de la terminal petrolera más grande de América del Norte y salvaguardar la seguridad y el bienestar de su comunidad.